# Noël Hallé (écrivain)
Pour les articles homonymes, voir Noël Hallé et Hallé.
Noël Hallé, ne lé 13 décembre 1859 à Paris et mort le 13 avril 1927 à Paris, est un urologue et écrivain français.

## Biographie
Noël Adrien Joseph Marie Hallé est le fils de de Félix Marie Noël Philibert Hallé (1829-1899) et Marguerite Geneviève Marie Colin de Verdière (1837-1925).
Interne des hôpitaux de Paris, il est docteur en médecine en 1887. Son père travaille à la Compagnie d'Orléans et sera maire de Châtres (Seine-et-Marne).
En 1891
, il épouse Thérèse Marie Eugénie Vincent (1867-1929), en présence de Félix Guyon, témoin majeur. 
Lors de la Première Guerre mondiale, il est mobilisé dans divers hôpitaux militaires.
Il vit à Paris, rue du Bac. Il est mort à l'âge de 67 ans.

## Œuvres
- La taille hypogastrique à l'hôpital Necker (manuel opératoire), Paris, M. Decembre, 1885
- Urétrérite et pyélites, Paris, G. Steinhell, 1887
- Éléments de l'analyse histologique et bactériologique des urines pathologiques, Paris, J.B. Baillière, 1894
- Les formes de la tuberculose rénale chronique, Paris, G. Steinhell, 1914
- La guerre française et chrétienne, Paris, J. de Gigord, 1920, prix Juteau-Duvigneaux de l’Académie française en 1921
- De l'éducation médicale. Essai de morale professionnelle, Paris, Ed. Spes, 1925
- Éléments de philosophie médicale, Paris, M. Rivière, 1925

### Décorations
- Chevalier de la Légion d'honneur en 1921[3].